# 해동로 (포항시)
해동로(Haedong-ro)는 대한민국 경상북도 포항시 남구 해도동에서 북구 죽도동, 동빈동, 항구동을 거쳐 연결하는 도로이다.

## 노선 경로
- 삼거리 명칭 미상
  - 희망대로
- 사거리 명칭 미상
  - 상공로
- 사거리 명칭 미상
  - 축항로
- 삼거리 명칭 미상
  - 양학천로
    - 일진아파트
- 사거리 명칭 미상
  - 죽도로, 송도로
- 삼거리 명칭 미상
  - 칠성로
    - 공영주차장
- 동빈큰다리사거리
  - 서동로
- 삼거리 명칭 미상
  - 문화로
- 삼거리 명칭 미상
  - 선착로